# Benafsha Yaqoobi
Benafsha Yaqoobi (Kabul, 8 de octubre de 1977) es un activista afgana por los derechos de las personas con discapacidad. Fue nombrada una de las 100 Women de la BBC en 2021. Ganó el Premio Internacional a las Mujeres de Coraje en 2024.

## Trayectoria
Benafsha Yaqoobi nació ciega en Afganistán y se convirtió en activista de los derechos de los discapacitados. Estudió literatura persa en Irán y luego realizó dos maestrías en Kabul, antes de trabajar en la Fiscalía General. Con su marido Mahdi Salami, que también es ciego, fundó la Organización Rahyab para ayudar y educar a las personas ciegas.
A partir de 2019, Yaqoobi fue comisionada de la Comisión Independiente de Derechos Humanos de Afganistán  hasta que huyó de Afganistán con su marido en 2021 después de que los talibanes retomaran el poder. En su tercer intento de salir, llegaron al aeropuerto de Kabul y viajaron al Reino Unido.
Yakubi y su esposo, ambos con discapacidad visual, fundaron Rahyab, cuyo objetivo es brindar educación y rehabilitación a las personas con discapacidad visual en Afganistán. La activista de derechos humanos Benafsha Yakubi también formó parte de la comisión independiente de derechos humanos del país y trabajó por la educación de niños con discapacidad visual.
En 2020, Yaqoobi fue candidata al Comité de Derechos de las Personas con Discapacidad.
Fundó la Organización Rahyab en 2008 con su marido para brindar educación y rehabilitación a personas con discapacidad visual en Afganistán; organizó un programa de televisión diario en vivo para crear conciencia sobre los derechos de las personas con discapacidad, y más tarde sirvió como Comisionada de la Comisión Independiente de Derechos Humanos de Afganistán, donde se centró en la educación de los niños ciegos. La Sra. Yaqoobi vive en el exilio, pero sigue siendo una defensora incansable de los afganos con discapacidad, y en particular pide a la comunidad internacional que garantice que los derechos de las personas con discapacidad se incorporen de manera concreta en los esfuerzos de respuesta humanitaria emprendidos por los donantes. También está trabajando diligentemente para garantizar que las niñas afganas con discapacidad estén representadas y continúa luchando por su derecho a asistir a la escuela.

## Reconocimientos
En 2021, fue incluida en la lista 100 Women de la BBC. En 2024 fue distinguida con el premio Premio Internacional a las Mujeres de Coraje por su trabajo durante años como abogada defendiendo los derechos de las mujeres que sufrían violencia.